# Bianca Buitendag
Bianca Buitendag (Victoria Bay, 9 de noviembre de 1993) es una deportista sudafricana que compite en surf. Participó en los Juegos Olímpicos de Tokio 2020, obteniendo una medalla de plata en la prueba femenina.

## Palmarés internacional
| Juegos Olímpicos | Juegos Olímpicos | Juegos Olímpicos | Juegos Olímpicos |
| Año              | Lugar            | Medalla          | Prueba           |
| ---------------- | ---------------- | ---------------- | ---------------- |
| 2020             | Tokio (Japón)    | Medalla de plata | Individual       |